# آرکادی رایکین
آرکادی ایساکوویچ رایکین (روسی: Аркадий Исаакович Райкин؛ ۲۴ اکتبر [سبک قدیمی: ۱۱ اکتبر] ۱۹۱۱ – ۱۷ دسامبر ۱۹۸۷) کارگردان فیلم، بازیگر، کارگردان نمایش و کمدین استندآپ کمدی اهل امپراتوری روسیه بود. او حدود نیم قرن رهبری مکتب طنزپردازان شوروی و روسیه را بر عهده داشت. او پدر کنستانتین رایکین است.
وی همچنین برندهٔ جوایزی همچون جایزه هنرمند مردمی اتحاد جماهیر شوروی، جایزه لنین، مدال دفاع از قفقاز، هنرمند مردمی جمهوری شوروی فدراتیو سوسیالیستی روسیه، و نشان لنین شده‌است.